# Coalville (Utah)
Coalville ist ein Ort und Verwaltungssitz des Summit Countys im US-Bundesstaat Utah. Das U.S. Census Bureau hat bei der Volkszählung 2020 eine Einwohnerzahl von 1486 ermittelt.

## Geografie
Der Ort bedeckt eine Fläche von 8,4 km² (3,3 mi²), davon sind 1 km² Wasserflächen.

## Geschichte
Gegründet wurde Coalville im Jahre 1859 von William Henderson Smith. Es wurde früher Calk Creek genannt. Coalville ist ein Ort mit reicher Siedlervergangenheit. Wie viele Städte und Orte wurde das Land zuerst von den Mormonen besiedelt. William H. Smith durchquerte die Gegend mit Ware und Saatgut. Er verlor etwas Weizen von den Wagen. Als er auf dem Rückweg feststellte, dass der Weizen ohne Hilfe sehr gut gewachsen war, entschied er, dass es ein guter Platz zum Niederlassen ist. Er überzeugte vier Familien, mit ihm im Frühling 1859 nach Calk Creek zu gehen, um zu siedeln. 1860 lebten in Calk Creek schon 15 Familien.

## Demografie
Am 1. Juli 2004 lebten in Coalville 1423 Einwohner.

### Altersstruktur
| Bevölkerung | Jahre   | Anteil  |
| ----------- | ------- | ------- |
| unter       | 18      | 33,80 % |
| von         | 18 – 24 | 10,70 % |
| von         | 25 – 44 | 28,90 % |
| von         | 45 – 64 | 15,70 % |
| über        | 65      | 10,90 % |

- Das durchschnittliche Alter betrug 28 Jahre.

## Söhne und Töchter der Stadt
- Anthony Geary (* 1947), Schauspieler
- James W. Robinson (1878–1964), Politiker, Generalstaatsanwalt von Utah
- Esther Hicks, Medium, Buchautorin

## Schutzgebiete
Durch Coalville führt der Historic Union Pacific Rail Trail State Park, ein 45 km langer Wanderweg auf dem Bahndamm einer ehemaligen Schmalspurbahn von Park City über Wanship bis zum Echo Reservoir.